# 降矢なな
降矢 なな（ふりや なな、1961年 9月11日 - ）は、日本出身の絵本作家。

## 経歴
1961年9月11日、東京都文京区に生まれる。国立市で育ち、東京都立府中高等学校を卒業する。母が開く絵画教室を手伝うかたわら、福音館書店の編集者であった叔母の勧めで作品の持ち込みを行い、『こどものとも』1985年8月号「めっきらもっきらどおんどん」（長谷川摂子作）の挿絵で、絵本作家としてデビューする。同じ頃にユーリ・ノルシュテインのアニメーション映画「話の話」を見て以来、ロシアや東欧の短編アニメを見るようになる。
1992年からチェコスロバキアに渡りブラチスラヴァのブラチスラバ美術大学でドゥシャン・カーライ教授に師事	し版画を学ぶ。美術大学在学中にスロバキア人の画家ペテル・ウフナール (Peter Uchnár)と出会い1999年に結婚、スロバキアに暮らす。2011年の東日本大震災を受けて、イラストレーターのグループ展「手から手へ展」を立ち上げ、2012年のイタリアのボローニャを皮切りに、ヨーロッパ、日本の巡回展示を行う。
2021年4月にスロバキア郵便が発行した2020年東京オリンピックの記念切手と、初日カバーの封筒およびマキシマムカードをデザインした。
2023年4月、芸術・文化交流を通じて日本・スロバキア間の友好親善関係を促進してきたとして、在スロバキア日本大使館から表彰を受けた。
母降矢洋子と妹のアンヴィル奈宝子も画家。
2022年、『ヴォドニークの水の館 チェコのむかしばなし』で第69回産経児童出版文化賞美術賞受賞。2024年、『クリスマスマーケット～ちいさなクロのおはなし～』で第55回講談社絵本賞受賞。

## 作風と作品
繊細な色遣いと、和洋両方の味を合わせもつ画風。
デビュー作の『めっきらもっきらどおんどん』では、長谷川摂子の文章に合うよう古い日本画を参考にラフを制作したところ、降矢の描いた狐をモチーフにしたお化けに合わせて、長谷川がテキストを変更している。長谷川との作品には、コラージュの技法の絵を付けた『きょだいなきょだいな』（初出『こどものとも』1988年5月号）や、『おっきょちゃんとかっぱ』（初出『こどものとも』1994年9月号）がある。
富安陽子のデビュー作である児童文学作品『やまんば山のモッコたち』を1986年に単行本化する際に挿絵を描き、富安とともに絵本「やまんばのむすめまゆのおはなし」を、『まゆとおに』（初出『こどものとも』1999年4月号）以降シリーズで刊行している。
内田麟太郎との作品『ともだちや』（1998年）は、全14冊にわたる人気絵本シリーズとなった。
児童文学作品『あたまをつかった小さなおばあさん』（ホープ・ニューウェル作　松岡享子訳）は、1970年に山脇百合子の絵で日本語版を刊行しているが、2019年に続編2冊が刊行された際には、降矢が挿絵を担当した。また、松岡が文を書き、降矢が絵を担当した『えんどうまめばあさんとそらまめじいさんのいそがしい毎日』（2022年）は松岡の遺作である。
他の作家の文章にイラストを付けた作品が多いが、『ちょろりんの素敵なセーター』（初出『こどものとも』1986年12月号）のとかげのちょろりんシリーズや、スロバキアの森を舞台に、娘をモデルにした『ナミチカのきのこがり』（2010年）等、文章と絵を手掛けた作品もある。

## 主な作品
- 長谷川摂子『めっきらもっきら どおんどん』福音館書店、1990年（初出1985年）
- 降矢なな『ちょろりんのすてきなセーター』 福音館書店、1993年（初出1986年）
- 長谷川摂子『きょだいな きょだいな』福音館書店、1994年（初出1988年）
- 長谷川摂子『おっきょちゃんとかっぱ』福音館書店、1997年（初出1994年）
- 内田麟太郎『ともだちや』偕成社、1998年（おれたちともだちシリーズ）
- 降矢なな『ちょろりんと とっけー』福音館書店、1999年（初出1990年）
- 谷川俊太郎『あいうえおうた』 福音館書店、1999年（初出1996年）
- 安江リエ『ねえ どっちがすき?』福音館書店、2003年（初出1998年）
- 富安陽子『まゆとおに―やまんばのむすめ まゆのおはなし』福音館書店、2004年（初出1999年）
- 岩崎京子『赤いくつ―アンデルセン童話』女子パウロ会、2004年